# 零式水上偵察機
愛知 E13A 零式水上偵察機
飛行中の零式水上偵察機
- 用途：偵察機
- 分類：水上機
- 製造者：愛知航空機
- 運用者： 大日本帝国（日本海軍）
- 生産数：1,418機
- 退役：1945年

零式水上偵察機（れいしきすいじょうていさつき）は、十二試三座水上偵察機として愛知航空機により開発され、1940年(昭和15年)12月に日本海軍に兵器採用された水上偵察機。
略称として零式水偵、零水とも呼ばれ、零式小型水上機との違いを明確にするため零式三座水上偵察機とも表記される。略符号はE13A。連合国が名づけたコードネームはJake（ジェイク）。

## 開発
1937年（昭和12年）に日本海軍は、九四式水上偵察機の後継機、十二試三座水上偵察機の開発を川西航空機製作所と愛知航空機に指示した。海軍からの要求は、艦載機としても水上基地からでも運用できる長距離偵察機ということで、最大速度は370km/hとなっていた。試作機の納期は1938年（昭和13年）9月までとされていたが、愛知航空機では他の機体の試作・改良で手一杯で製作する余力がなく、納期に間に合わず失格とされた。しかし、愛知航空機では研究資料とするために製作を続行し、1939年（昭和14年）1月に1号機が完成した。
機体は金属製（主翼の翼端は木製）で、低翼単葉の双浮舟式の水上機で、主翼は折りたたみが可能である。フラップは単純フラップとなっている。エンジンの出力、武装とも九四水偵よりも強力になっていたが、特に胴体に爆弾倉を設けており、小型の爆弾ならば2発が搭載可能。
1939年6月に川西製の機体が事故で失われたため、急遽、海軍では愛知製の機体を受領し、横須賀で試験を行った。その結果、飛行性能優秀ということで採用内定となり、1940年（昭和15年）12月に零式一号水上偵察機一型として制式採用され、1942年4月7日に零式水上偵察機一一型に改称した。

## 運用

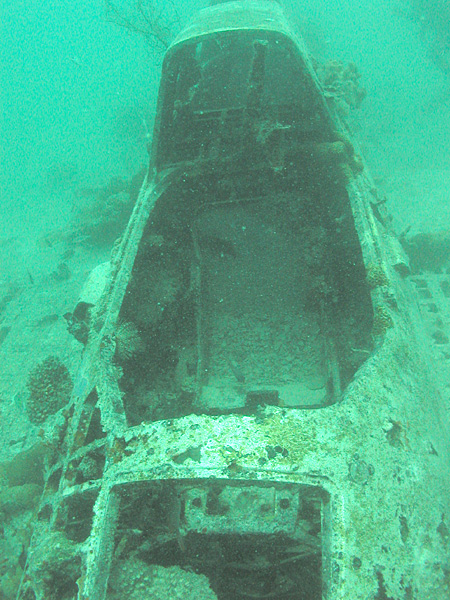
パプアニューギニアカビエン沖に沈んだ機体

日本海軍は初期の空母・戦艦・巡洋艦・潜水艦に水上偵察機を搭載し、偵察の要として運用すべく準備を重ねていた。その仕上げとも言えるのが本機の配備であり、1941年（昭和16年）から艦船や基地への配備が本格化した。第二次世界大戦（太平洋戦争）開戦時には海軍の主力艦船には本機が搭載されており、艦隊や外地の基地の目として盛んに活動した。
大戦の序盤はそれなりの成果を収めていたが、1943年（昭和18年）以降は水上機特有の速度不足・加速力不足が主因で、空母の艦載機や迎撃戦闘機が充実した敵方の艦隊や基地の情報を詳細に入手することは困難になってきた。このため、偵察任務は徐々に艦上機に移行していくこととなる。日本海軍では、ミッドウェー海戦で偵察機仕様に改造した2機の十三試艦上爆撃機（のちに正式採用されて二式艦上偵察機となる）を運用したのをはじめ、マリアナ沖海戦では第六〇一航空隊が17機もの二式艦偵を空母に搭載し、使用していた（発艦に難のある小型空母では九七式艦上攻撃機を使用）。
さらに、艦上偵察機として「彩雲」も開発された。搭載機数に限りがある中で攻撃力を最大化したい空母において、偵察専門の艦上機というのは他に類をみないものである。しかし、空母に随伴する戦艦や巡洋艦から本機を運用することで艦上偵察機の負担を減らしたり、三座であるため夜間偵察機として使用できることから、大戦後半も水上偵察機の出番は減らず、本機も終戦まで船団護衛や対潜哨戒任務において主力機として、日本本土から外地の離島の基地まで広い範囲で働いた（例として、1943年10月11日に宗谷海峡を逃走中の潜水艦ワフーにとどめを刺したのは本機の爆弾であった）。
また、1943年11月には海軍から日本陸軍へ2機が譲渡されており、西部ニューギニアのマノクワリを中心に偵察や指揮連絡などの用途に活用された。さらに、少数機が当時友好国だったタイへ供与されている。また後にフランス軍に引き渡された数機が、インドシナの植民地で使用された。
第二次世界大戦終戦時には約200機が残存していたが、この内約4分の1が外地に残っていた機体であった。日本国内では、海中から引き上げた機体が鹿児島県南さつま市の万世特攻平和祈念館に展示保存されている。

## 生産
生産は愛知航空機の他、渡辺鉄工所（後の九州飛行機）、広海軍工廠でも行われた。総生産数は1,423機であるが、この内、愛知で生産された機数は133機と全体の一割弱で、多くの機体は渡辺鉄工所製である。

## 諸元
出典: 安藤亜音人『帝国陸海軍軍用機ガイド 1910-1945』（新紀元社、1994年） ISBN 4883172457 p172〜p173
諸元
- 乗員: 3名
- 全長: 11.49m
- 全高: 4.70m
- 翼幅: 14.50m
- 翼面積: 36.20m2
- 空虚重量: 2,524kg
- 運用時重量: 3,650kg
- 動力: 三菱 金星四三型 空冷式複列星型エンジン14気筒、  1,080馬力/2,000m  × 1

性能
- 最大速度: 367km/h
- 航続距離:   最大3,326km/14.9h
- 実用上昇限度: 7,950m
- 上昇率: 3,000m/5'27"

武装
- 固定武装: 九七式7.7mm機銃×1
- 爆弾: 60kg爆弾×4または250kg爆弾×1

三面図（一一型）

なお、武装に関しては、基本的な武装を表記してある。実際は基本型である一一型（E13A1）のほかにも、三式空六号無線電信機四型を搭載した一一甲型（E13A1a）、潜水艦捜索用に三式一号探知機を追加装備した一一乙型（E13A1b）、一一型を練習機に改造した零式練習用水上偵察機（E13A1-K）といった制式機のほか、排気管を延長した夜間偵察機型、魚雷搭載可能な攻撃機型、下部に20mm旋回機銃を搭載した対地対水上攻撃型などの多くの現地改造・改修機が存在する。

## 登場作品

### ゲーム
『Battlestations: Pacific』
プレイヤーが使用可能な日本軍兵器として飛行場、または一部の艦船から出撃可能。
『蒼の英雄 Birds of Steel』
『艦隊これくしょん～艦これ～』
艦船の擬人化キャラクター「艦娘」の装備する水上偵察機として、基本型と11型乙が登場。
『艦つく -Warship Craft-』
艦船に搭載する水上偵察機として、一一型と一一甲型（パック限定販売）が登場。